# 我兒阿輝
《我兒阿輝》是一部人間渡系列之一描寫胡國炳的真實人生電視劇，全劇共5集，於2011年7月11日－2011年7月15日在大愛電視《長情劇展》時段（台灣時間週一至週五晚上22:00）播放。

## 主要演員
| 演員   | 角色         | 暱稱/關係/職業         | 登場集數    |
| 康丁   | 胡國炳       | 阿輝的父親             | 第3、4、5集 |
| 莊凱勛 | 胡國炳       | 年輕國柄               | 第1、2、3集 |
| 秋乃華 | 楊秀月       | 國柄老婆               | 第3、4、5集 |
| 陳怡真 | 楊秀月       | 年輕秀月               | 第1、2、3集 |
| 邱園芳 | 胡瓊丰       | 國柄大女兒             | 第4、5集    |
| 陳紅喜 | 胡瓊丰       | 幼年瓊丰               | 第1集       |
| 詹嘉娜 | 胡瓊丰       | 少年瓊丰               | 第2、3集    |
| 黃炳輝 | 胡福義(阿輝) | 國柄長子               | 第3、4、5集 |
| 陳仕航 | 胡福義(阿輝) | 少年阿輝               | 第2、3集    |
| 江宣伶 | 胡麗貞       | 國柄二女兒             | 第4集       |
| 陳佩欣 | 胡麗貞       | 少年麗貞               | 第2集       |
| 張慧珍 | 胡麗琴       | 國柄三女兒             | 第4集       |
| 陳芷君 | 胡麗琴       | 少年麗琴               | 第2集       |
| 李心怡 | 胡麗足       | 國柄小女兒             | 第4集       |
| 吳心微 | 胡麗足       | 幼年麗足               | 第2集       |
| 檢場   | 發財伯       | 國炳親戚               | 第1、2集    |
| 謝雅琳 | 阿雪         | 國炳鄰居               | 第1集       |
| 馬國賢 | 李益昌       | 慈濟的志工             | 第4集       |
| 謝其文 | 阿源         | 國炳的親戚             | 第1、2集    |
| 張祐瑋 | 阿明         | 是跟阿輝一樣疾病的孩子 | 第2集       |
| 梅賢治 | 小混混       | 毆打阿輝以及阿明的惡霸 | 第2集       |

### 播出時間
- 每日首播：22:00
- 隔日重播：12:30